# 科尔切斯特 (纽约州)
科尔切斯特（英語：Colchester）是位于美国纽约州特拉华县的一个镇，地处特拉华县西南部。2010年美国人口普查时，该镇有2077人。科尔切斯特镇建于1792年，其名称源于康涅狄格州的科尔切斯特。